# Dieter Kleiber
Dieter Kleiber (* 29. Januar 1950 in Bad Wiessee) ist ein deutscher Psychologe und Professor an der Freien Universität Berlin (Public Health).

## Ausbildung
Nach dem Abitur am Hermann-Lietz-Internat auf Spiekeroog studierte er von 1969 bis 1974 an der Westfälischen Wilhelms-Universität Münster Medizin bis zum Physikum und Psychologie bis zum Diplom. 1976 promovierte er in Münster über die „Psychologie des wissenschaftlichen Lernens“. Die Habilitation erfolgte 1989 an der FU Berlin.

## Beruflicher Werdegang
1978 wurde Dieter Kleiber auf eine Zeit-Professur für Psychologie an der Wilhelms-Universität Münster sowie an der Universität Bremen mit dem Schwerpunkt Verhaltenstheorie und Verhaltenstherapie berufen. Nach mehreren Aufenthalten in den USA bei Albert Ellis, Michael J. Mahoney und Martin Seligman übernahm er 1983–1987 die wissenschaftliche Leitung des Modellstudiengangs 'Fachkräfte für die psychosoziale Versorgung' (FU und FHSS Berlin); seit 1991 leitet er den daraus entwickelten Masterstudiengang 'Public Health' an der Freien Universität.
Von 1987 bis 1991 war Dieter Kleiber Mitglied des Leitungsgremiums der „Sozialwissenschaftlichen AIDS- und Drogenforschung“ am Sozialpädagogischen Institut Berlin (SPI). Als Hochschullehrer war er mehrere Jahre lang Mitglied des Kuratoriums sowie des Akademischen Senats der FU Berlin. Im Fachbereich Erziehungswissenschaft und Psychologie war er von 1999 bis 2001 Prodekan und von 2001 bis 2003 Dekan.
Neben seiner universitären Laufbahn ist Dieter Kleiber Mitglied verschiedener Beratungs- und Expertenkommissionen, im Beirat des DFK, sowie als Dozent und Supervisor in der psychotherapeutischen Ausbildung für das Ausbildungsinstitut der Deutschen Gesellschaft für Verhaltenstherapie und der Berliner Akademie für Psychotherapie tätig.

## Forschung
Die Forschungsschwerpunkte von Dieter Kleiber liegen in der sozialwissenschaftlichen AIDS- und Suchtforschung, der Stress-, Burnout- und Copingforschung, der Versorgungsforschung sowie der Gesundheit bei Kindern und Jugendlichen. Seit Beginn der öffentlichen Wahrnehmung von HIV und AIDS in Deutschland 1987 und der öffentlichen Reaktion darauf wurde Dieter Kleiber wiederholt beauftragt, epidemiologische Studien in Gruppen mit hohem Infektionsrisiko durchzuführen, um Präventionsmaßnahmen wirksam adressieren zu können. Zum Thema Burnout erstellte er in Kooperation mit Dirk Enzmann eine erste Bibliografie und übersetzte und validierte im Rahmen verschiedener Forschungsprojekte ein Instrument zur Erfassung des Burnout (Maslach-Burnout-Inventory). Populär wurde auch seine Forschung zum Cannabis-Konsum in Kooperation mit Renate Soellner. In Folge wurde er wiederholt als Sachverständiger zu diesem Thema geladen. In Zusammenarbeit mit Karl-Artur Kovar erstellte er eine Expertise zu pharmakologischen und psychosozialen Konsequenzen des Cannabiskonsums, die vielfach zitiert wird. In den letzten Jahren ist das Thema Gesundheit bei Kindern und Jugendlichen als Forschungsinteresse hinzugekommen.

## Schriften (Auswahl)
- D. Kleiber, S. Grüsser, N. Knoll, E. Brähler (Hrsg.): Tabuzonen der Frauen- und Männergesundheit: Psychosoziale Perspektiven. Psychosozial-Verlag, Gießen 2009.
- D. Kleiber, K.-A. Kovar: Auswirkungen des Cannabiskonsums. Wissenschaftliche Verlagsgesellschaft, Stuttgart 1998.
- D. Kleiber, R. Soellner: Cannabiskonsum: Entwicklungstendenzen, Konsummuster und Risiken. Juventa, Weinheim 1998.
- D. Enzmann, D. Kleiber: Helfer-Leiden: Stress und Burnout in psychosozialen Berufen. Asanger, Heidelberg 1989.
- D. Kleiber, A. Kuhr (Hrsg.): Handlungsfehler und Misserfolge in der Psychotherapie. dgvt, Tübingen 1988.
- D. Kleiber, B. Rommelspacher (Hrsg.): Die Zukunft des Helfens: neue Wege und Aufgaben psychosozialer Praxis. Psychologie-Verlags-Union, Weinheim 1986.